# Nuevo Progreso (distrito)
Nuevo Progreso é um distrito do Peru, departamento de San Martín, localizada na província de Tocache.

## Transporte
O distrito de Nuevo Progreso é servido pela seguinte rodovia:
- PE-5N, que liga o distrito de Chanchamayo (Região de Junín) à Ponte Integración (Fronteira Equador-Peru) - e a rodovia equatoriana E682 - no distrito de Namballe (Região de Cajamarca) [1][2][3]